# Atago (1930)
Atago (jap. 愛宕, あたご) – krążownik ciężki typu Takao japońskiej cesarskiej marynarki wojennej z okresu II wojny światowej. Zatopiony 23 października 1944 podczas bitwy o Leyte.

## Historia
„Atago” był jednym z dwóch pierwszych krążowników ciężkich typu Takao, zamówionych na początku 1927 roku, w ramach programu finansowego z tego roku. Budowano go w Stoczni Marynarki w Kure, jako „krążownik nr 6” (aczkolwiek w stoczni stosowano prowizoryczny numer 10).
Stępkę pod budowę położono 28 kwietnia 1927, kadłub wodowano 16 czerwca 1930, a okręt wszedł do służby 30 marca 1932, jako pierwszy okręt typu.
Z powodu przeciążenia i problemów ze statecznością, w latach 1938–1939 „Atago” (wraz z „Takao”) został przebudowany. Przede wszystkim, obniżono i przebudowano nadbudówkę dziobową i zmniejszono masę masztu dziobowego. Przebudowa łączyła się też ze wzmocnieniem uzbrojenia torpedowego, z czterech podwójnych do czterech poczwórnych wyrzutni torped 610 mm.

## Służba
W chwili wybuchu wojny na Pacyfiku „Atago” wchodził w skład Sił Głównych Obszaru Południowego wiceadmirała Nobutake Kondō, które były przeznaczone do osłony sił desantowych atakujących Malaje i Filipiny, a następnie Holenderskie Indie Wschodnie.
Od 25 lutego do początku marca 1942 „Atago” działał z zespołem okrętów przeciwko alianckiej żegludze pomiędzy Jawą a Australią, zatapiając m.in. australijski slup HMAS „Yarra”.
W kwietniu-maju 1942 „Atago” przeszedł modernizację artylerii przeciwlotniczej – zamiast 4 dział 120 mm zamontowano 8 dział 127 mm w podwójnych stanowiskach.
Na początku czerwca 1942 „Atago” wziął udział w operacji mającej na celu zajęcie Midway, jako okręt flagowy Sił Inwazyjnych wiceadm. Kondō, lecz inwazja nie doszła do skutku z powodu klęski w bitwie pod Midway.
W dniach 19–30 sierpnia „Atago” jako okręt flagowy wiceadm. Kondō brał udział w operacji KA, podczas której doszło do powietrzno-morskiej bitwy koło wschodnich Wysp Salomona. 26 października 1942 uczestniczył w powietrzno-morskiej bitwie koło wysp Santa Cruz.
14-15 listopada 1942 „Atago” brał udział w II bitwie pod Guadalcanalem, ostrzeliwując amerykański pancernik USS „South Dakota” (BB-57). Sam odniósł nieznaczne uszkodzenia od ostrzału pancernika USS „Washington” (BB-56).
W lipcu-sierpniu 1943 „Atago” został wyposażony w radar Model 21 i wzmocniono mu lekkie uzbrojenie plot, dodając 6 działek 25 mm (2xIII).
5 listopada 1943 „Atago” został uszkodzony w amerykańskim nalocie na Rabaul przez bliskie wybuchy 3 bomb 227 kg (zginęło 22 osoby wraz z dowódcą kmdr. Nobuyoshi Nakaoką). Podczas remontu w Yokosuka do stycznia 1944 dodano m.in. 8 pojedynczych działek 25 mm i radar Model 22.
19-20 czerwca 1944 „Atago” w składzie japońskiego zespołu brał udział w powietrzno-morskiej bitwie na Morzu Filipińskim, nie odnosząc uszkodzeń.
W czerwcu-lipcu 1944 po raz kolejny wzmocniono lekkie uzbrojenie przeciwlotnicze, montując wokół komina rufowego cztery potrójne i 22 pojedyncze działka 25 mm, co podniosło ich liczbę do 60 (6xIII, 6xII, 30xI). Zainstalowano też radar Model 13.
W dniach 22–23 października 1944 okręt wziął udział w bitwie o Leyte, jako flagowy okręt wiceadm. Kurity. O godz. 6.34 23 października „Atago” został trafiony czterema torpedami amerykańskiego okrętu podwodnego USS „Darter” (SS-227), po czym o 6.53 zatonął na pozycji 9°30′N 117°13′E/9,500000 117,216667. Zginęło 360 osób załogi, wraz z dowódcą kmdr. Tsutō Araki, natomiast ok. 700 osób wraz z wiceadm. Kuritą przejęły niszczyciele „Kishinami” i „Asashimo”.